# Ântwârpe
Ântwârpe is een lied, een melancholische ode aan de stad Antwerpen.
Het nummer is een cover van "Si tu t'appelles mélancolie" van de Franse zanger Joe Dassin, dat op zijn beurt een bewerking is van "Please tell her" ("I said hello") van het schrijversduo Shepstone & Dibbens. Het bevat een solozang van Bob Van Staeyen.
Sinds 23 november 2020 is Antwârpe het officiële volkslied van de stad Antwerpen.